# Елізабет Лі Гейзен
Елізабет Лі Гейзен (нар. 24 серпня 1885, Міссісіпі — пом. 24 червня 1975) найбільш відома своїм внеском у розробку ністатину. Її освіта була зосереджена на науці та дослідженнях, де вона захопилася мікробіологією. Її однолітки та вчителі знали її як здібну та кмітливу ученицю. У 1948 році вона об'єдналася з Рейчел Фуллер Браун для розробки ністатину, першого нетоксичного препарату для лікування грибкових інфекцій у людей. Її дослідження мали багато застосувань, починаючи від порятунку заражених дерев і закінчуючи відновленням картин і творів мистецтва, пошкоджених цвіллю.

## Ранні роки
Елізабет Лі Гейзен народилася 24 серпня 1885 року в Річі, штат Міссісіпі, у сім'ї Вільяма Едгара та Меггі Гарпер Гейзенів. Вона була їхньою другою дочкою та середньою з трьох дітей. Її батьки померли, коли їй було чотири роки, і трьох дітей усиновили тітка з дядьком.

## Освіта
Гейзен вступила до Міссісіпського жіночого університету (тоді Міссісіпський індустріальний інститут і коледж), який закінчила зі ступенем бакалавра наук у 1910 році. Викладаючи біологію та фізику у середній школі в Джексоні, штат Міссісіпі, вона продовжила свою освіту, відвідуючи літні школи в Університеті Теннессі та Університеті Вірджинії. Після викладацької роботи Гейзен вступила на біологічний факультет аспірантури Колумбійського університету. У 1917 році вона здобула ступінь магістра біології в Колумбійському університеті, у 1927 році стала доктором філософії з мікробіології, ставши однією з перших докторанток. Вона служила армійським діагностичним лаборантом під час Першої світової війни. У 1920-х роках, під час навчання в Колумбійському університеті, Гейзен працювала з рицином та його впливом на ботулотоксин.

## Наукова робота

### Після закінчення навчання
Маючи глибоку наукову освіту та досвід у цій галузі, Гейзен продовжила досліджуючи бактерії та імунологію. У 1931 році вона отримала можливість працювати з Департаментом охорони здоров'я штату Нью-Йорк. Вона працювала у відділі лабораторії бактеріальної діагностики у Нью-Йорку. Там у неї було кілька важливих досягнень у галузі бактеріальної діагностики. Серед її робіт було відстеження спалаху сибірки, виявлення джерел туляремії та відстеження джерела харчового отруєння через неправильно збережені продукти.
Звідти вона працювала в нью-йоркському офісі відділу лабораторій і досліджень Державного департаменту охорони здоров'я. Там вона навчалася, тренувалася та вивчала грибки та грибкові захворювання. Вона взялася за проєкт і почала створювати власну культуру мікроорганізмів. За цю роботу та дослідження її зарахували до Національної зали слави винахідників США.

### Розробка ністатину
У 1944 році Огастес Водсворт, засновник і голова відділу, обрав її відповідальною за дослідження грибків та їхнього зв'язку з бактеріями й іншими мікробами. Крім мікробіолога (Гейзен) потрібен був і біохімік, обрали Рейчел Фуллер Браун. Гейзен почала досліджувати та вивчати грибкові захворювання, зокрема ті, які були широко поширені в місті. Серед них: пневмонія та кандидоз (молочниця), захворювання ротової порожнини, що спричиняють біль при ковтанні. Вона почала вивчення впливу на грибки та можливі протигрибкові засоби. Однак Елізабет потрібен був помічник для ідентифікації та ізоляції протигрибкової активності у зразках. У 1948 році Даллдорф, керівник відділу в Олбані, познайомив її з Рейчел Фуллер Браун, яка мала лабораторію в Олбані.
Дослідження почали зі збору зразків ґрунту з усієї країни. Доктор Гейзен культивувала актиноміцети (мікроорганізми, які найчастіше мають протигрибкові властивості) з кожного зразка та перевіряла їх, щоб побачити будь-яку грибкову активність. При наявності активності зразок ґрунту відправляли до Олбані, де доктор Браун готувала зразки та екстракти з культур, виділяючи хімічні агенти, які, мали б властивість вбивати грибки. Потім нові зразки відправляли до Нью-Йорка, де Гейзен знову перевіряла на токсичність. Вона піддавала впливу ці організми двома грибками, Candida albicans і Cryptococcus neoformans. Перспективні зразки тестували на фунгістатичну та фунгіцидну активність.
У 1948 році Гейзен і Браун почали пошуки ефективного протигрибкового засобу. Гейзен знайшла перспективний мікроорганізм у ґрунті молочної ферми свого друга. Вона назвала його Streptomyces noursei на честь Вільяма Норса, власника ферми. Було виявлено, що S. noursei виробляє дві протигрибкові речовини. Одна була токсичною для мишей, але інша, після очищення, показала ефективність проти кандидозу та грибка, які вразили легені та центральну нервову систему. У 1950 році вони представили відкриття Національній академії наук США як перший безпечний і ефективний протигрибковий антибіотик. Спочатку вони назвали його фунгіцидином, але пізніше перейменували на ністатин на честь свого роботодавця, з Департаменту охорони здоров'я штату Нью-Йорк.
Восени 1950 року доктор Гейзен і доктор Браун оголосили на засіданні Національної академії наук, що вони успішно виготовили два протигрибкові засоби з антибіотика. Це призвело до розробки ністатину, першого фунгіциду, безпечного для лікування людей. Після того, як кілька досліджень на тваринах і людях виявилися задовільними для FDA, ністатин потрапив на ринок через ER Squibb&Sons у 1954 році та заробив понад 135 000 доларів США за перший рік. Гейзен і Браун пожертвували свої гонорари, понад 13 мільйонів доларів, до трастового фонду, створеного як Гейзен і Браун для науки та розвитку жінок у науці.

## Патент
Ністатин (протигрибковий засіб/антибіотик), номер патенту: 2,797,183
Наприкінці 1950 року було подано патент на ністатин. Гейзен, Браун і Squibb Research Company знадобилося шість з половиною років, щоб отримати патент на винахід. Затримку спричинили дві причини. Спочатку потрібно було провести тестування для доведення користі продукту. Це вимагало проведення тестувань на тваринах і людях для схвалення FDA. FDA схвалило ністатин, Squibb почав його випуск у 1954 році. Крім того, стаття 1954 року, опублікована у «Journal of Investigative Dermatology», запропонувала Гейзен і Браун розповісти методи застосування ністатину, про який писали раніше у 1949 році. Після дослідження та підпису автора статті 1954 року про відсутність зв'язку, Патентне відомство США видало патент 25 червня 1957 року. Він охоплював ністатин і метод підготовки на наступні 17 років. Гейзен і Браун отримали патент у 1957 році.

## Подальше життя
Гейзен продовжувала проводити дослідження в лабораторії в останні роки життя, оскільки її досвід і навички були дуже корисними для суспільства. Вона продовжувала вивчати різні способи застосування ністатину при лікуванні інших захворювань і станів.

## Нагороди
Наприкінці свого життя вона отримала низку нагород за свої успіхи, включно з нагородою Сквібба з хімієтерапії, нагороду Роди Бенем Американського медичного мікологічного товариства, почесний ступінь коледжів Гобарта та Вільяма Сміта, а також премію Піонера хімії Американського інституту хіміків. Після смерті Гейзен зарахували до Національної зали слави винахідників США у 1994 році.